# Mühlenteich (Woltersdorf)
Der Mühlenteich ist ein Gewässer in der Brandenburger Gemeinde Woltersdorf. Er liegt oberhalb der Woltersdorfer Schleuse.

## Entstehung
Um 1700 wurde die alte Woltersdorfer Schleuse am Südende des Kalksees abgetragen und durch eine neue Schleuse 300 Meter weiter flussabwärts am Nordende des Flakensees ersetzt. Das Gebiet zwischen der alten und der neuen Schleuse lag damit nun oberhalb der Staustufe, wodurch sich das Kalkfließ hier zu einem kleinen Teich anstaute. An dessen Südufer entstand ab 1706 westlich von der Schleuse eine Mühle. Als die zweite Woltersdorfer Schleuse ab 1880 durch einen dritten Schleusenbau ersetzt wurde, wurde der Mühlteich nach Südwest hin erweitert. 